# 匈那人
匈那人（印语言：Hūṇā），是古代印度人給一群中亞部落的名字，這些中亞部落在5世紀或6世紀初通過開伯爾山口進入印度。他們進入了中印度占領了遠至伊蘭和憍賞彌的地區，大大削弱了笈多帝國。匈那人最終被笈多帝國國王耶输达摩擊敗。

## 来源

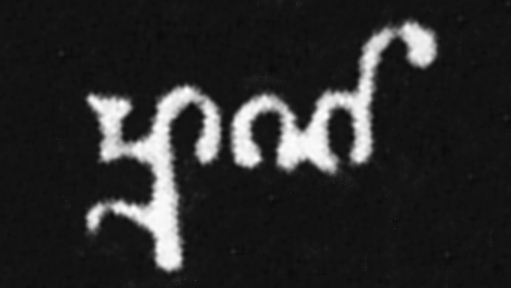
印度字母的Huna